# كاميرون شيبرد
كاميرون شيبرد (بالإنجليزية: Cameron Shepherd)‏ هو لاعب اتحاد الرغبي أسترالي، ولد في 30 مارس 1984 في ونزر في المملكة المتحدة.

## وصلات خارجية
- كاميرون شيبرد على موقع دوري الرغبي الممتاز (الإنجليزية)
- كاميرون شيبرد عل موقع إسبنسكروم (الإنجليزية)
- كاميرون شيبرد على موقع ItsRugby.co.uk (الإنجليزية)
- كاميرون شيبرد على موقع اتحاد ألعاب الكومنولث (مؤرشف) (الإنجليزية)
- كاميرون شيبرد على موقع دورة ألعاب الكومنولث 2006 (مؤرشف) (الإنجليزية)